# Розвилл (тауншип, округ Грант, Миннесота)
Розвилл (англ. Roseville) — тауншип в округе Грант, Миннесота, США. На 2000 год его население составило 154 человека.

## География
По данным Бюро переписи населения США площадь тауншипа составляет 93,1 км², из которых 91,3 км² занимает суша, а 1,8 км² — вода (1,89 %).

## Демография
По данным переписи населения 2000 года здесь находились 154 человека, 52 домохозяйства и 43 семьи. Плотность населения —  1,7 чел./км². На территории тауншипа расположено 56 построек со средней плотностью 0,6 построек на один квадратный километр. Расовый состав населения: 96,75 % белых, 1,30 % азиатов и 1,95 % приходится на две или более других рас.
Из 52 домохозяйств в 40,4 % воспитывались дети до 18 лет, в 76,9 % проживали супружеские пары, в 1,9 % проживали незамужние женщины и в 15,4 % домохозяйств проживали несемейные люди. 15,4 % домохозяйств состояли из одного человека, при том 5,8 % из — одиноких пожилых людей старше 65 лет. Средний размер домохозяйства — 2,96, а семьи — 3,32 человека.
32,5 % населения — младше 18 лет, 4,5 % — в возрасте от 18 до 24 лет, 25,3 % — от 25 до 44, 27,9 % — от 45 до 64, и 9,7 % — старше 65 лет. Средний возраст — 37 лет. На каждые 100 женщин приходилось 102,6 мужчин. На каждые 100 женщин старше 18 приходилось 108,0 мужчин.
Средний годовой доход домохозяйства составлял 42 679 долларов, а средний годовой доход семьи —  44 375 долларов. Средний доход мужчин —  23 750  долларов, в то время как у женщин — 17 188. Доход на душу населения составил 17 117 долларов. За чертой бедности находились 8,7 % семей и 9,7 % всего населения тауншипа, из которых 11,1 % младше 18 лет.